# Castelnau-d'Estrétefonds
Castelnau-d'Estrétefonds (em occitano:  Castèlnau d'Estretasfonts) é uma comuna francesa na região administrativa da Occitânia, no departamento do Alto Garona. Estende-se por uma área de 28.32 km², com 6.468 habitantes, segundo o censo de 2018, com uma densidade de 230 hab/km².